# Llorac
Llorac (spanisch Llorach) ist eine Gemeinde (Municipio) mit 101 Einwohnern (Stand: 2024) im Südosten Kataloniens in Spanien. Die Gemeinde gehört zur Comarca Conca de Barberà. Neben dem Hauptort Llorac gehören die Ortschaften Albió, La Cirera und Rauric sowie die Wüstung Montargull zur Gemeinde.

## Lage
Llorac liegt 47 Kilometer nördlich von Tarragona in einer durchschnittlichen Höhe von ca. 650 m. 

## Bevölkerungsentwicklung
| Jahr      | 1970 | 1981 | 1991 | 2001 | 2011 | 2021 |
| --------- | ---- | ---- | ---- | ---- | ---- | ---- |
| Einwohner | 120  | 100  | 104  | 129  | 112  | 92   |

## Sehenswürdigkeiten

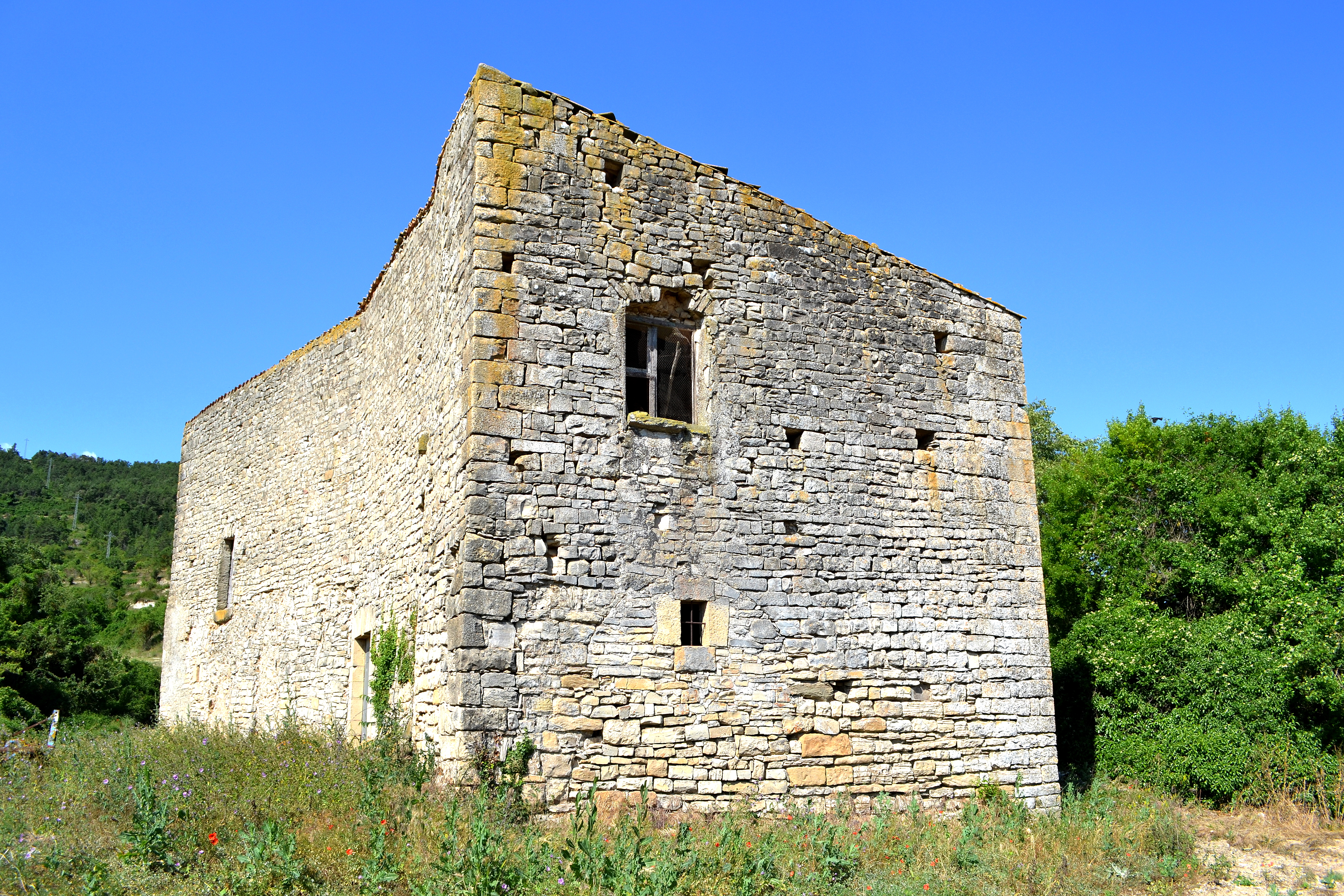
Reste der Burganlage von Llorac
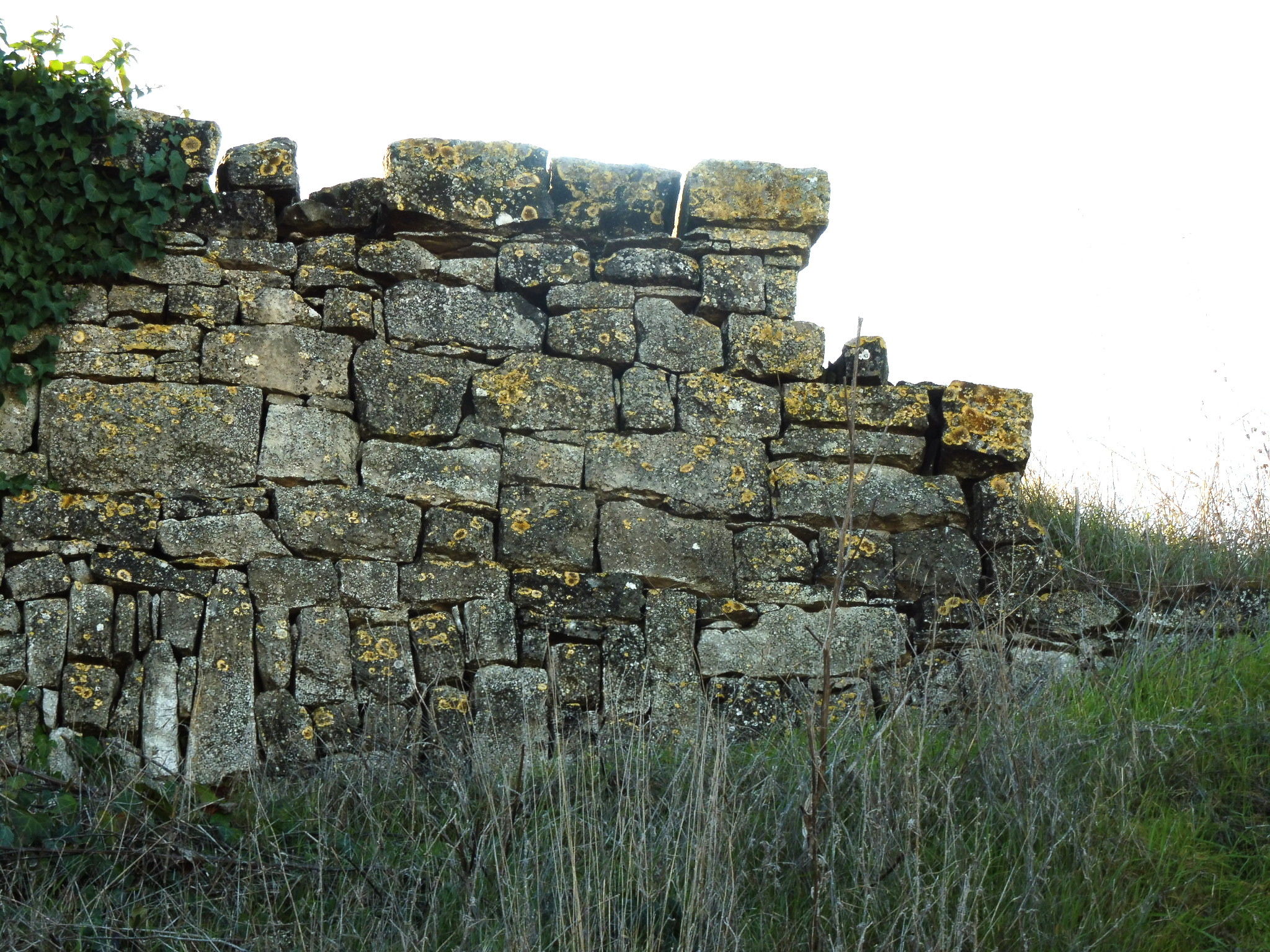
Reste der Burganlage von Albió
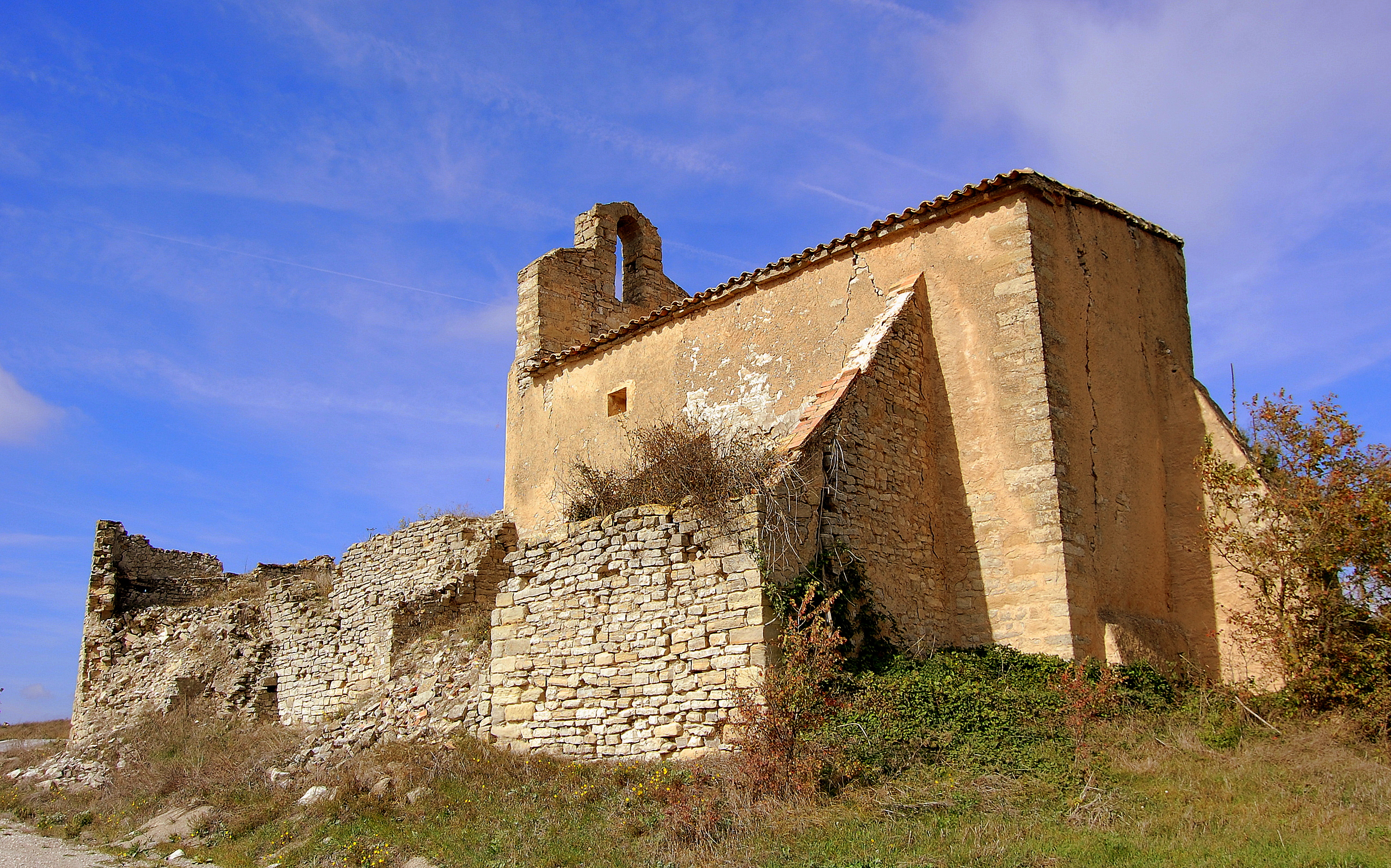
Reste der Burganlage von Montargull mit der Jakobuskirche
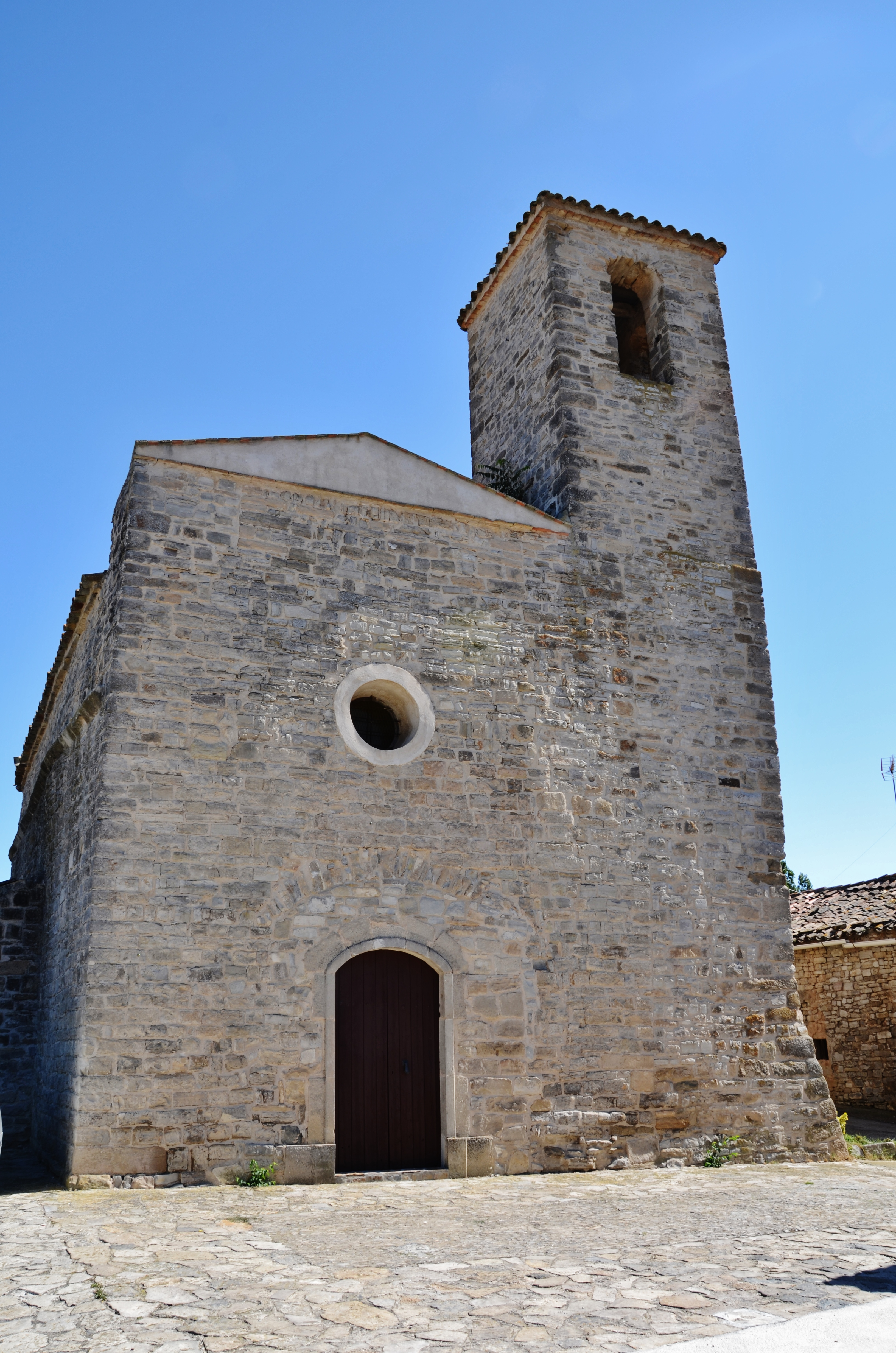
Johanniskirche
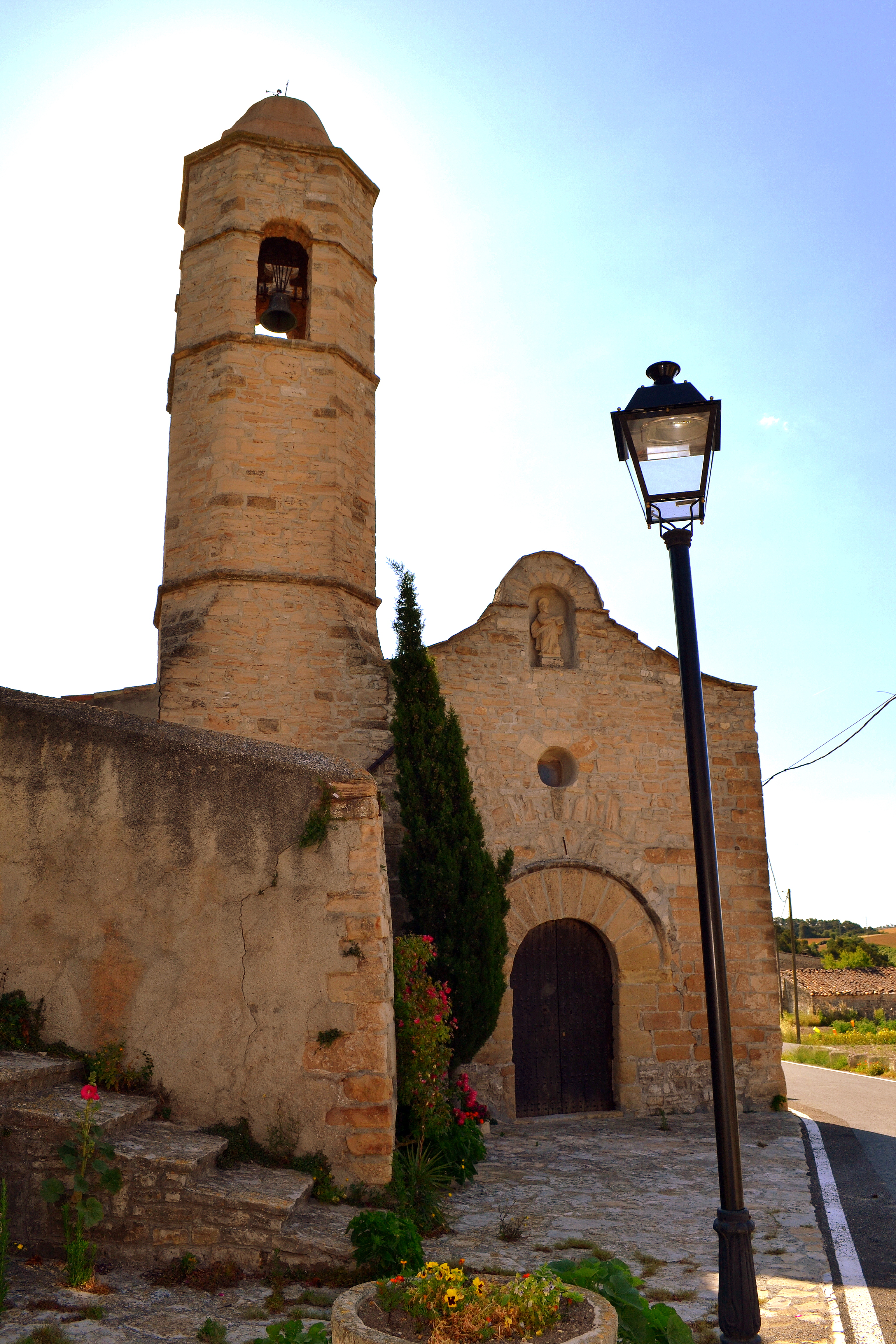
Marienkirche
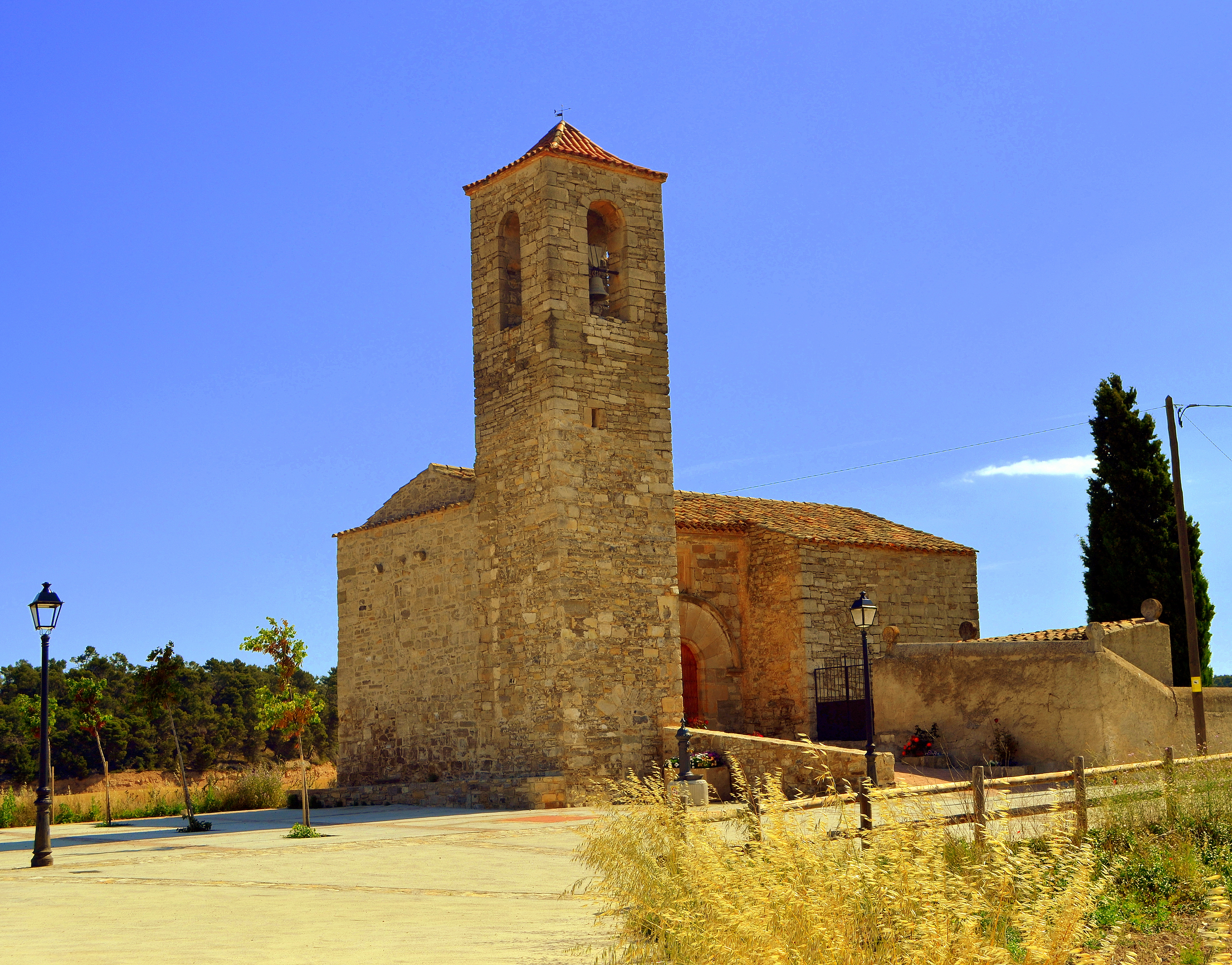
Ägidienkirche

- Johanniskirche in Llorac
- Marienkirche in La Cirera
- Ägidienkirche in Albió
- Rathaus

- Reste der Burganlage von Llorac
- Reste der Burganlage von Albió
- Reste der Burganlage von Montargull mit Jakobuskirche
- Johanniskirche
- Marienkirche
- Ägidienkirche